# Zygmunt Miłoszewski
Zygmunt Miłoszewski (narozen 8. května 1976 ve Varšavě) je polský spisovatel a novinář, do češtiny jsou překládány jeho detektivní romány a thrillery. Jedná se o jednoho z nejprodávanějších současných polských autorů.

## Život
Zygmunt Miłoszewski se narodil a vyrůstal ve Varšavě. V roce 1995 začal psát do deníku Super Express reportáže ze soudních síní, posléze spolupracoval i s jinými vydavatelstvími. Od roku 2003 byl novinářem polské mutace týdeníku Newsweek, později se začal plně věnovat spisovatelské činnosti.

## Dílo
V češtině byly vydány všechny tři romány ze série s prokurátorem Teodorem Szackým a thriller Nezaplatitelný.
- Domofon (2005) – hororový román[2]
- Góry Żmijowe (2006) – fantasy pro dospívající[2]
- Zapletení (Uwikłanie, 2007, česky 2011 v překladu Pavla Peče) – první detektivní příběh s prokurátorem Szackým. Odehrává se ve Varšavě, obsahuje psychologické prvky a zabývá se vypořádáváním se s komunistickou minulostí.
- Zrnko pravdy (Ziarno prawdy, 2011, česky 2014 v překladu Terezy Pogodové) – druhý detektivní příběh s prokurátorem Szackým. Odehrává se v Sandoměři, vyšetřované vraždy oživují ve společnosti antisemitismus.
- Nezaplatitelný (Bezcenny, 2013, česky 2015 v překladu Terezy Pogodové) – thriller, v němž čtveřice hlavních postav pátrá po nesmírně cenné sbírce obrazů, inspirovaný nacistickými krádežemi polských uměleckých děl za druhé světové války.
- Hněv (Gniew, 2014, česky 2016 v překladu Terezy Pogodové) – třetí a poslední detektivní příběh s prokurátorem Szackým. Odehrává se ve varmijském Olštýně, hlavním tématem je domácí násilí.

Podle románů s Teodorem Szackým byly natočeny filmy Uwikłanie (2011, režie Jacek Bromski) a Ziarno prawdy (2015, režie Borys Lankosz). Zfilmován má být i Gniew.
Za romány s Teodorem Szackým byl Miłoszewski oceněn cenou Naroda Wielkiego Kalibru za nejlepší polský detektivní román, francouzské vydání románu Zapletení bylo nominováno na evropskou cenu Prix du polar européen. Celá série obdržela v roce 2015 cenu Paszport Polityki. Nezaplatitelný se stal polskou Knihou roku 2013.
V dalším románu Miłoszewski plánuje převyprávět slovanské legendy.